# Bohemond V. Antiohijski
Bohemond V. Antiohijski je bil od leta 1233 do svoje smrti knez križarske Kneževine Antiohije in grof Tripolija, * 1199, † 17. januar 1252.

## Življenje
Bohemond V. je bil sin Bohemonda IV. Antiohijskega in Plaisance Gibeletske. Tako kot njegov oče je bil tudi on nenaklonjen vitezom hospitalcem in sosednji Armenski Kilikiji in zaveznik vitezov templjarjev. Mir s Kilikijsko Armenijo je bil sklenjen šele malo pred njegovo smrtjo s posredovanjem francoskega kralja Ludvika IX.
Leta 1225 se je poročil s ciprsko kraljico vdovo Alico Šampanjsko. Njun zakon je bil brez otrok in je bil 5. julija 1227 izničen. Drugič se je poročil leta 1235 z Lucienne Segnijsko, pranečakinjo papeža Inocenca III. Z njo je imel dva otroka: 
- Plaisance, ki je leta 1251 postala tretja žena ciprskega kralja Henrika I.[2], in
- Bohemonda VI. Antiohijskega.

Bohemond V. je umrl januarja 1252. Ker je bil njegov sin in naslednik takrat star komaj 15 let, je v njegovem imenu kot regentka vladala njegova mati. Lucienne ni nikoli zapustila Tripolija in upravljanje Antiohije prepustila svojim rimskim sorodnikom. Zaradi tega je postala nepriljubljena, zato je mladi Bohemond VI. z odobritvijo kralja Ludvika IX., ki je bil takrat na križarskem pohodu, in dovoljenjem papeža Inocenca IV. postal uradno polnoleten nekaj mesecev prej, preden je to bil.

## Vir
- Richard, Jean (1999). The Crusades: c. 1071-c. 1291. Cambridge University Press. ISBN 978-0-521-62566-1.

| Bohemond V. Antiohijski Antiohijski Poitiersi Rojen: 1199 Umrl: 17. januar 1252 |                                         |                         |
| Vladarski nazivi                                                                |                                         |                         |
| Predhodnik: Bohemond IV.                                                        | Knez Antiohije Grof Tripolija 1233–1252 | Naslednik: Bohemond VI. |